# Ошупис
Ошупис (лит. Ošupis, жем. Uošopis) — речка в Западной Литве, в городе Паланга. Длина водотока — 5,4 км.
Течение речки начинается в Контининкай. Ошупис течёт сначала на север, потом, в низовьях, на запад.
Название речки происходит от литовского õšti (ošiù, ošiaũ) 'гудеть, урчать, шуметь'.